# Karl Gottlieb Pfander
Karl Gottlieb Pfander (* 3. November 1803 in Waiblingen, Württemberg; † 1. Dezember 1865 in Richmond, London) war ein deutscher protestantischer Missionar, der zunächst im Auftrag der Basler Mission, anschließend für die Church Mission Society arbeitete. Er sah sein Lebensziel darin, Muslime zum Christentum zu bekehren.

## Leben
Karl Gottlieb Pfander wurde als eines von neun Kindern eines Bäckermeisters in Waiblingen geboren, wo pietistische Einflüsse beispielsweise von Johann Albrecht Bengel und Friedrich Christoph Oetinger das Alltagsleben prägten. Er besuchte zunächst eine Lateinschule und erhielt ab 1819 eine Ausbildung in der neu errichteten Brüdergemeinde Korntal. Von 1821 bis 1825 ließ er sich an der Evangelischen Missionsgesellschaft in Basel zum Missionar ausbilden und lernte in dieser Zeit Persisch, Türkisch und Arabisch.
Nach seiner Ordination 1825 wurde er nach Schuscha im transkaukasischen Bergkarabach entsandt, wo er sich bis 1829 der Missionierung der islamischen Minderheit zuwandte, während andere Mitarbeiter der Basler Mission ihren Schwerpunkt auf die Reform der Armenisch-Apostolischen Kirche legten. Nach einer zweijährigen Zusammenarbeit mit Anthony Norris Groves in Bagdad und einem kurzen Aufenthalt in Konstantinopel wurde er von der CMS nach Britisch-Indien geschickt, wo er 1841 seine Missionstätigkeit in Agra aufnahm. Hier erwarb er sich Bekanntheit durch einen öffentlichen Disput mit dem sunnitischen Gelehrten Rahmatallāh al-Kairānawī im April 1854. Der britische Kolonialbeamte und Islamwissenschaftler William Muir beschrieb das Streitgespräch zwischen Pfander und Kairanawi, bei dem unter anderem die Bedeutung des Barnabasevangeliums zur Sprache kam, unter dem Titel The Mohammedan Controversy im Jahre 1897. Nach einem dreijährigen Einsatz ab 1855 in Peschawar wurde er 1858 von der CMS nach Konstantinopel entsandt, wo er infolge seiner missionarischen Tätigkeit, zusammen mit weiteren Missionaren, verhaftet und gefangen genommen wurde. Nachdem Großbritannien die Entlassung der Gefangenen erwirkt hatte, verbot das Osmanische Reich die Fortführung der missionarischen Tätigkeit. Pfander zog sich nach England zurück und ließ sich in Richmond bei London nieder, wo er 1865 starb.
Als sein Hauptwerk gilt die apologetische Schrift Mizan al-Haqq, die er aus dem deutschen Original unter dem Titel „Waage der Wahrheit“ übersetzt hatte und im Rahmen seiner Tätigkeit in weitere Sprachen übertrug. Spätere Ausgaben des Mizan referenzierte er mit Auszügen aus Gustav Weils biographischen Arbeiten über Mohammed.
Pfander war zweimal verheiratet. Seine erste Frau, Sophia Reuss aus Deutschland, heiratete er im Juli 1834 in Moskau, sie starb zehn Monate später in Schuscha im Kindbett. Mit seiner zweiten Frau, der Engländerin Emily Swinburne, die er 1841 in Kalkutta heiratete, hatte er drei Söhne und drei Töchter.